# Dziennik podróży do Turcyi odbytey w roku 1814
Dziennik podróży do Turcyi odbytey w roku 1814 – dziennik podróżniczy autorstwa Edwarda Raczyńskiego.
Dzieło opisuje kilkumiesięczną podróż do Turcji, jaką odbył Raczyński w 1814 r.. Podczas podróży autor przeprowadzał m.in. badania terenowe w starożytnej Troi, co opisał w Dzienniku. Wydanie było kunsztowne i po dziś dzień zachowało wartość historyczną. Efektem tej podróży jest wydany w 1821 r. we Wrocławiu Dziennik podróży do Turcji – wspaniały wolumin z ponad 90 miedziorytami, które wykonali artyści m.in. z Drezna, Wiednia i Berlina w oparciu o szkice sporządzone przez towarzysza wyprawy Raczyńskiego, malarza Ludwika Fuhrmanna.
Poza pierwszym wydaniem z 1821 r. Dziennik ukazał się także w języku niemieckim (dwa wydania – z rycinami w 1824 r. pt. Malerische Reise in einigen Provinzen des Osmanischen Reichs i tańsze, w 1825 r., z kilkoma rycinami), ponownie w języku polskim (wydanie tańsze z 1823 r., z dwoma ilustracjami) oraz we fragmentach w języku francuskim (w 1842 r. pt. Voyage á Constantinople).